# Championnat de France masculin de handball 2020-2021
Navigation
Starligue 2019-2020 Starligue 2021-2022
Le championnat de France masculin de handball 2020-2021 est la soixante-neuvième édition de cette compétition et la cinquième sous la dénomination de Lidl Starligue. Il s'agit du plus haut niveau du championnat de France de ce sport.
Quatorze clubs participent à cette édition de la compétition, les douze premiers du précédent championnat ainsi que deux clubs promus de Proligue, le C' Chartres Métropole handball (Premier de la saison régulière et vainqueur de la phase finale), et l'Union sportive de Créteil handball (finaliste de la phase finale).
Le championnat met désormais en lice seize équipes au lieu de quatorze comme lors des 18 éditions précédentes. La LNH étudiait pour la saison suivante mais la pandémie de Covid-19 l'a accéléré en imposant l'arrêt prématuré des championnats professionnels 2019-2020. Néanmoins, dans le contexte d'une crise sanitaire évolutive, il est décidé fin mai un démarrage du championnat au 23 septembre.
Bien que la pandémie ait fortement perturbé le déroulement de la compétition (matchs reportés, bulles sanitaires, match à huis clos ou en jauge très réduite, etc.), le championnat est arrivé à son terme dans les temps et a vu le Paris Saint-Germain remporter son huitième titre, le septième consécutif. Il devance le Montpellier Handball et le HBC Nantes. En bas du classement, les deux clubs franciliens de l'US Ivry et du Tremblay-en-France Handball sont relégués en Proligue.

## Modalités

### Calendrier
Les principales dates du calendrier du championnat sont :
- 14 avril 2020 : en conséquence de la pandémie de Covid-19, la LNH décide de l'arrêt prématuré des championnats professionnels 2019-2020 et l'organisation du championnat 2020-2021 à 16 clubs[3].
- 24 septembre 2020 : début prévu du championnat,
- 20 décembre 2020 : fin des matchs aller,
- 15 mai 2021 : Coupe de France (match unique),
- 12 juin 2021 : fin du championnat

### Clubs participants
| \| Aix-en-P. Nîmes Chambéry Montpellier Dunkerque Istres St-Raphaël Nantes Chartres Toulouse Cesson-Sévigné Limoges Paris Créteil Ivry Tremblay \| Localisation des clubs engagés dans le championnat. · Le tenant du titre est en orange, les promus en vert. |
| Aix-en-P. Nîmes Chambéry Montpellier Dunkerque Istres St-Raphaël Nantes Chartres Toulouse Cesson-Sévigné Limoges Paris Créteil Ivry Tremblay |

Légende des couleurs
- Qualifié pour la Ligue des champions 2020-2021
- Qualifié pour la Ligue européenne 2020-2021
- Promu de Proligue 2019-2020

| Club                                | Classement 2019-2020 | Entraîneur                          | Salle                                     | Capacité théorique | Saisons en D1 |
| ----------------------------------- | -------------------- | ----------------------------------- | ----------------------------------------- | ------------------ | ------------- |
| Paris Saint-Germain Handball        | 1er                  | Raúl González Gutiérrez             | Stade Pierre-de-Coubertin                 | 4 016              | 33e           |
| Handball Club de Nantes             | 2e                   | Alberto Entrerríos                  | H Arena                                   | 5 902              | 13e           |
| USAM Nîmes Gard                     | 3e                   | Franck Maurice                      | Le Parnasse                               | 4 191              | 34e           |
| Montpellier Handball                | 4e                   | Patrice Canayer                     | Palais des sports René-Bougnol            | 2 870              | 26e           |
| Fenix Toulouse Handball             | 5e                   | Philippe Gardent                    | Palais des sports André-Brouat            | 3 850              | 25e           |
| Pays d'Aix Université Club handball | 6e                   | Thierry Anti                        | Aréna du Pays d'Aix                       | 6 004              | 9e            |
| Dunkerque Handball Grand Littoral   | 7e                   | Patrick Cazal                       | Stades de Flandres                        | 2 400              | 30e           |
| Saint-Raphaël Var Handball          | 8e                   | Rareș Fortuneanu                    | Palais des sports Jean-François-Krakowski | 2 000              | 15e           |
| Chambéry Savoie Mont Blanc Handball | 9e                   | Érick Mathé                         | Le Phare - Grand Chambéry                 | 4 423              | 27e           |
| C' Chartres MHB                     | 10e                  | Toni Gerona                         | Halle Jean-Cochet                         | 1 200              | 3e            |
| Istres Provence Handball            | 11e                  | Gilles Derot                        | Halle polyvalente                         | 1 600              | 21e           |
| Union sportive d'Ivry               | 12e                  | Sébastien Quintallet                | Gymnase Auguste-Delaune                   | 1 500              | 63e           |
| Tremblay-en-France Handball         | 13e                  | Joël da Silva                       | Palais des sports                         | 1 200              | 15e           |
| Union sportive de Créteil           | 14e                  | Pierre Montorier Christophe Esparre | Palais des sports Robert-Oubron           | 2 398              | 32e           |
| Cesson Rennes MHB                   | 1er (D2)             | Sébastien Leriche                   | Glaz Arena                                | 4 500              | 11e           |
| Limoges Handball                    | 2e (D2)              | Tarik Hayatoune                     | Salle Henri-Normand                       | 1 168              | 1re           |

### Modalités de classement et de qualifications européennes
La Lidl Starligue est organisée en une poule unique de 16 clubs avec matchs aller - retour. Une équipe marque 2 points pour une victoire, 1 point pour un match nul et 0 point pour une défaite. Le titre de champion de Lidl Starligue est attribué à l'équipe qui obtient le plus de points à l'issue de la saison. Les 2 équipes les moins bien classées à l'issue de la saison sont reléguées en Proligue.
En cas d'égalité entre deux ou plusieurs équipes à l'issue de la compétition, leur classement est établi en tenant compte des facteurs suivants :
1. Le nombre de points à l'issue de la compétition dans les rencontres ayant opposé les équipes à égalité entre elles ;
2. La différence entre les buts marqués et les buts encaissés dans les rencontres ayant opposé les équipes à égalité entre elles ;
3. Le plus grand nombre de buts marqués à l'extérieur dans les rencontres ayant opposé les équipes à égalité entre elles ;
4. La différence entre les buts marqués et les buts encaissés sur l'ensemble des rencontres de la compétition ;
5. Le plus grand nombre de buts marqués sur l'ensemble des rencontres de la compétition ;
6. Le plus grand nombre de buts marqués à l'extérieur sur l'ensemble des rencontres de la compétition ;
7. tirage au sort effectué par la Commission d'Organisation des Compétitions.

Conformément au règlement de la Fédération européenne de handball (EHF), la première ou deuxième place de la France au Coefficient EHF (selon les résultats des clubs français et allemand au Final Four de la Ligue des champions 2020) conduit aux modalités de qualification en coupes d'Europe suivantes pour la saison 2020-2021 :
- Le champion de France est qualifié en Ligue des champions,
- Les deuxième, troisième et quatrième du championnat ainsi que le vainqueurs de la Coupe de France sont qualifiés en Ligue européenne. Si le vainqueur de cette coupe est déjà qualifié via le championnat, cette place qualificative est réattribuée au cinquième du championnat.

La Fédération française de handball a la possibilité de déposer un dossier auprès de l'EHF afin de transformer une place en Ligue européenne en une place en Ligue des champions pour un des clubs qualifiés. De même, la FFHB peut proposer à l'EHF le dossier d'un club non qualifié pour obtenir une place en Ligue européenne. L'EHF statue lors d'un comité exécutif sur les équipes qui obtiennent ces surclassements.

### Règlement Covid-19
Un règlement dit « COVID-19 » a été adopté par l'Assemblée Générale de la LNH réunie le 22 avril 2020, dans le cadre de la gestion des impacts des mesures sanitaires liées à l'épidémie de coronavirus sur les activités du handball professionnel masculin. Il a été complété après adoption de nouvelles résolutions par l'Assemblée Générale de la LNH les 26 mai, 30 juin, 10 septembre, 21 septembre 2020 et 9 février 2021. Il regroupe l'ensemble des dispositions règlementaires spécifiques prises soit à titre complémentaire, soit à titre dérogatoire de celles prévues par les Règlements généraux et particuliers de la LNH.
Parmi ceux-ci, on trouve :
- Article 15 : « Dans l’hypothèse où seul le  championnat de D1 ne serait pas homologué, [...] les dispositions relatives aux relégations et aux accessions sportives entre la D1 et la D2, telles que définies dans les règlements généraux de la LNH, ne produiront pas d'effet » ;
- Article 16.1 : « Le championnat de France de D1 sera homologué si chacune des équipes engagées a disputé au moins 25 des 30 rencontres programmées. » ;
- Article 17 : « Si le seuil de matchs joués nécessaire à l'homologation  du championnat a été atteint, mais que toutes les équipes participantes n'ont pas pu disputer le même nombre de rencontres, le classement sera établi sur la base d'une pondération. Ainsi, chaque équipe qui aura disputé un nombre de rencontres inférieur aux équipes adverses, se verra appliquer la formule de calcul ci-après : {\displaystyle Pts*{\frac {MJmax}{MJ}}} avec Pts : Nombre de points acquis par cette équipe, MJmax : nombre de matchs le plus élevé qu'une équipe adverse aura joués et MJ : nombre de matchs qu'elle aura joués. ».

## Budgets et salaires
Pour la saison 2020-2021, le budget et la masse salariale des clubs de D1, exprimée en millions d'euros, est, :
| Clubs                               | Budgets  | Budgets         | Budgets   | Budgets      | Masse salariale | Masse salariale |
| Clubs                               | 2020-21  | Évolution       | Évolution | 2019-20      | 2020-21         | %               |
| ----------------------------------- | -------- | --------------- | --------- | ------------ | --------------- | --------------- |
| Paris Saint-Germain Handball        | 18,86 M€ | en augmentation | +8,1 %    | 17,45 M€     | 10,31 M€        | 54,7 %          |
| Handball Club de Nantes             | 8,15 M€  | en augmentation | +3,9 %    | 7,84 M€      | 3,98 M€         | 48,9 %          |
| Montpellier Handball                | 6,45 M€  | en diminution   | -21,8 %   | 8,24 M€      | 2,79 M€         | 43,3 %          |
| Pays d'Aix Université Club handball | 5,78 M€  | en diminution   | -22,5 %   | 7,46 M€      | 1,84 M€         | 31,9 %          |
| USAM Nîmes Gard                     | 5,01 M€  | en augmentation | +8,4 %    | 4,62 M€      | 2,03 M€         | 40,6 %          |
| Dunkerque Handball Grand Littoral   | 3,99 M€  | en diminution   | -7,5 %    | 4,32 M€      | 2,13 M€         | 53,4 %          |
| Saint-Raphaël Var Handball          | 3,89 M€  | en diminution   | -9,1 %    | 4,28 M€      | 1,82 M€         | 46,7 %          |
| C' Chartres Métropole handball      | 3,99 M€  | en augmentation | +13,9 %   | 3,50 M€      | 1,91 M€         | 47,9 %          |
| Tremblay-en-France Handball         | 3,97 M€  | en augmentation | +5,3 %    | 3,77 M€      | 2,37 M€         | 59,7 %          |
| Limoges Handball                    | 3,85 M€  | en augmentation | +16,6 %   | 3,3 M€ (D2)  | 1,76 M€         | 45,6 %          |
| Chambéry Savoie Mont Blanc Handball | 3,63 M€  | en diminution   | -21 %     | 4,60 M€      | 1,69 M€         | 46,4 %          |
| Cesson Rennes Métropole Handball    | 3,55 M€  | en augmentation | +26,8 %   | 2,80 M€ (D2) | 1,35 M€         | 38,0 %          |
| Fenix Toulouse Handball             | 3,32 M€  | en diminution   | -8,7 %    | 3,64 M€      | 1,58 M€         | 47,6 %          |
| Union sportive de Créteil handball  | 2,93 M€  | en diminution   | -7,2 %    | 3,16 M€      | 1,14 M€         | 39,0 %          |
| Istres Provence Handball            | 2,41 M€  | en diminution   | -3,4 %    | 2,49 M€      | 1,36 M€         | 56,5 %          |
| Union sportive d'Ivry Handball      | 2,31 M€  | en diminution   | -15,3 %   | 2,73 M€      | 1,35 M€         | 58,2 %          |
| Budget moyen                        | 5,13 M€  | en diminution   | -8,1 %    | 5,58 M€*     | 2,46 M€         | 48,0 %          |
| Budget moyen (hors PSG)             | 4,21 M€  | en diminution   | -9,7 %    | 4,67 M€*     | 1,94 M€         | 46,0 %          |

*Les moyennes 2019-2020 sont celles calculées pour la saison 2019-2020, et non pas la moyenne des budgets 2019-2020 des clubs de cette saison.
En conséquence de la pandémie de Covid-19, plusieurs clubs sont contraints de diminuer leur budget, ce qui conduit à diminution du budget moyen pour la première fois depuis au moins la saison 2011-2012.

## Compétition

### Classement
|    | Équipe                      | Pts   | J    | G  | N | P  | Bp   | Bc  | Diff | Dép       |
| -- | --------------------------- | ----- | ---- | -- | - | -- | ---- | --- | ---- | --------- |
| 1  | Paris Saint-Germain T C     | 56,90 | 29+1 | 27 | 1 | 1  | 1018 | 765 | 253  | /         |
| 2  | Montpellier Handball        | 50    | 30   | 23 | 4 | 3  | 929  | 819 | 110  | /         |
| 3  | HBC Nantes                  | 47    | 30   | 22 | 3 | 5  | 925  | 774 | 151  | /         |
| 4  | Pays d'Aix UC               | 40    | 30   | 19 | 2 | 9  | 851  | 789 | 62   | /         |
| 5  | USAM Nîmes Gard             | 38    | 30   | 17 | 4 | 9  | 883  | 847 | 36   | /         |
| 6  | Fenix Toulouse              | 32    | 30   | 15 | 2 | 13 | 866  | 859 | 7    | /         |
| 7  | Chambéry SMB HB             | 31    | 30   | 12 | 7 | 11 | 819  | 831 | -12  | /         |
| 8  | Saint-Raphaël VHB           | 28    | 30   | 12 | 4 | 14 | 856  | 888 | -32  | /         |
| 9  | Limoges Handball P          | 27    | 30   | 11 | 5 | 14 | 854  | 925 | -71  | /         |
| 10 | Dunkerque HGL               | 24    | 30   | 10 | 4 | 16 | 774  | 802 | -28  | /         |
| 11 | C' Chartres MHB             | 22    | 30   | 11 | 0 | 19 | 814  | 873 | -59  | 2 pts, +1 |
| 12 | US Créteil                  | 22    | 30   | 11 | 0 | 19 | 798  | 844 | -46  | 2 pts, -1 |
| 13 | Istres Provence HB          | 20    | 30   | 8  | 4 | 18 | 784  | 880 | -96  | /         |
| 14 | Cesson Rennes MHB P         | 18    | 30   | 6  | 6 | 18 | 790  | 865 | -75  | /         |
| 15 | US Ivry                     | 16    | 30   | 7  | 2 | 21 | 780  | 879 | -99  | /         |
| 16 | Tremblay-en-France Handball | 8,28  | 29+1 | 3  | 2 | 24 | 748  | 849 | -101 | /         |

Ligue des champions
- Champion et qualifié
- Invité sur dossier

Ligue européenne
- Qualifié
- Invité sur dossier

Relégation en Proligue
- Relégué

Classement officiel
Abréviations
- T : Tenant du titre 2020
- P : Promus de Proligue
- C : Vainqueur de la Coupe de France
- L : Pas de Coupe de la Ligue
- S : Pas de Trophée des champions
- +1 : match annulé et non joué.

Points corrigés
Paris SG : 55 × 30 / 29 = 56,90
Tremblay : 08 × 30 / 29 = 8,28

### Matchs
| Résultats (dom.\ext.)                                      | PSG   | Montp | Nant  | Aix   | Nîm   | Toul  | Chamb | St-Ra | Lim   | Dunk  | Chart | Crét  | Istres | Cess  | Ivry  | Trem  |
| Paris Saint-Germain                                        |       | 31-28 | 24-25 | 34-31 | 47-27 | 41-35 | 34-23 | 44-32 | 42-20 | 30-20 | 36-23 | 28-24 | 39-26  | 39-21 | 34-25 | -     |
| Montpellier Handball                                       | 32-36 |       | 27-27 | 28-27 | 29-29 | 34-31 | 42-27 | 29-21 | 37-29 | 26-21 | 31-25 | 29-28 | 33-24  | 28-28 | 34-26 | 34-22 |
| HBC Nantes                                                 | 24-26 | 36-26 |       | 23-23 | 31-27 | 31-28 | 26-35 | 27-32 | 39-22 | 43-28 | 33-28 | 27-25 | 38-27  | 41-21 | 30-24 | 32-25 |
| Pays d'Aix UC                                              | 28-29 | 27-32 | 31-29 |       | 30-17 | 28-29 | 29-28 | 26-28 | 29-27 | 29-24 | 24-25 | 33-22 | 34-30  | 33-28 | 27-25 | 32-27 |
| USAM Nîmes Gard                                            | 27-31 | 24-25 | 33-32 | 25-26 |       | 34-35 | 28-32 | 30-29 | 31-23 | 29-29 | 34-20 | 22-25 | 30-25  | 29-27 | 35-27 | 30-27 |
| Fenix Toulouse                                             | 28-40 | 30-33 | 29-29 | 28-35 | 28-29 |       | 25-26 | 32-27 | 31-33 | 27-31 | 24-22 | 30-29 | 30-21  | 30-30 | 29-24 | 25-24 |
| Chambéry SMB HB                                            | 32-32 | 29-29 | 26-35 | 27-23 | 29-29 | 24-28 |       | 29-29 | 29-32 | 29-22 | 27-31 | 28-30 | 30-21  | 28-28 | 31-27 | 25-27 |
| Saint-Raphaël VHB                                          | 23-37 | 29-30 | 26-28 | 26-29 | 30-34 | 30-29 | 25-25 |       | 35-30 | 23-27 | 33-34 | 29-25 | 27-33  | 27-25 | 29-28 | 27-26 |
| Limoges Handball                                           | 28-41 | 20-27 | 32-31 | 31-31 | 21-34 | 30-26 | 33-34 | 31-29 |       | 25-25 | 29-27 | 29-28 | 27-27  | 26-27 | 32-27 | 33-26 |
| Dunkerque HGL                                              | 22-30 | 28-34 | 20-25 | 25-26 | 21-23 | 26-27 | 21-21 | 24-25 | 32-28 |       | 28-29 | 33-29 | 20-20  | 32-29 | 33-20 | 25-24 |
| C' Chartres MHB                                            | 29-39 | 28-31 | 24-25 | 26-27 | 28-35 | 25-27 | 21-22 | 29-31 | 32-35 | 27-23 |       | 31-22 | 29-28  | 25-28 | 32-28 | 33-29 |
| US Créteil                                                 | 27-40 | 25-32 | 23-36 | 27-31 | 26-29 | 25-24 | 24-25 | 31-26 | 34-31 | 30-25 | 32-24 |       | 23-27  | 27-19 | 33-28 | 24-20 |
| Istres Provence HB                                         | 22-32 | 26-34 | 26-33 | 21-27 | 27-32 | 25-34 | 24-30 | 30-32 | 30-30 | 29-28 | 27-32 | 25-21 |        | 26-26 | 30-28 | 29-24 |
| Cesson Rennes MHB                                          | 28-34 | 28-33 | 21-25 | 23-24 | 28-30 | 23-31 | 21-26 | 27-27 | 26-30 | 23-30 | 31-24 | 33-30 | 26-27  |       | 28-32 | 28-28 |
| US Ivry                                                    | 25-35 | 27-31 | 24-25 | 23-22 | 25-33 | 24-25 | 27-26 | 34-34 | 28-28 | 20-23 | 31-23 | 24-28 | 25-24  | 17-32 |       | 32-29 |
| Tremblay-en-France Handball                                | 30-33 | 30-31 | 22-35 | 22-29 | 34-34 | 26-31 | 24-27 | 25-35 | 30-29 | 22-28 | 23-28 | 26-21 | 26-27  | 26-27 | 24-25 |       |
| - Victoire à domicile - Match nul - Victoire à l'extérieur |       |       |       |       |       |       |       |       |       |       |       |       |        |       |       |       |

1. ↑  Match annulé

## Statistiques et récompenses

### Meilleurs buteurs
Au terme de la compétition, les meilleurs buteurs sont :
| #  | Joueur             | Club                 | Buts / Tirs | % Tir   | MJ | BPM  | Ch.       | 7m        |
| -- | ------------------ | -------------------- | ----------- | ------- | -- | ---- | --------- | --------- |
| 1  | Dragan Gajić       | Limoges Handball     | 233 / 302   | 77,15 % | 30 | 7,77 | 130 / 175 | 103 / 127 |
| 2  | Benjamin Richert   | Chambéry SMB HB      | 183 / 272   | 67,28 % | 30 | 6,10 | 115 / 184 | 69 / 88   |
| 3  | Vanja Ilić         | C' Chartres MHB      | 174 / 237   | 73,42 % | 29 | 6,00 | 111 / 161 | 63 / 76   |
| 4  | Nemanja Ilić       | Fenix Toulouse       | 172 / 223   | 77,13 % | 30 | 5,73 | 105 / 137 | 67 / 86   |
| 5  | Valero Rivera      | HBC Nantes           | 172 / 232   | 74,14 % | 28 | 6,14 | 99 / 138  | 73 / 94   |
| 6  | Raphaël Caucheteux | Saint-Raphaël VHB    | 172 / 238   | 72,27 % | 30 | 5,73 | 90 / 142  | 82 / 96   |
| 7  | Mohammad Sanad     | USAM Nîmes Gard      | 162 / 226   | 71,68 % | 28 | 5,79 | 93 / 140  | 69 / 87   |
| 8  | Youenn Cardinal    | Cesson Rennes MHB    | 150 / 209   | 71,77 % | 29 | 5,17 | 89 / 130  | 61 / 79   |
| 9  | Hugo Descat        | Montpellier Handball | 137 / 193   | 70,98 % | 29 | 4,72 | 86 / 121  | 51 / 72   |
| 10 | Matthieu Ong       | Pays d'Aix UC        | 134 / 181   | 74,03 % | 30 | 4,47 | 63 / 86   | 71 / 95   |

### Meilleurs gardiens de but
Au terme de la compétition, les meilleurs gardiens de buts (en nombre d'arrêts) sont :
| #  | Joueur             | Club                     | Arrêts / Tirs | % Arr.  | MJ | APM   | Ch.       | 7m      |
| -- | ------------------ | ------------------------ | ------------- | ------- | -- | ----- | --------- | ------- |
| 1  | Mate Šunjić        | US Ivry                  | 319 / 1009    | 31,62 % | 30 | 10,63 | 308 / 952 | 11 / 57 |
| 2  | Nikola Portner     | Chambéry SMB HB          | 293 / 898     | 32,63 % | 30 | 9,77  | 273 / 816 | 18 / 80 |
| 3  | Jože Baznik        | Cesson Rennes MHB        | 280 / 878     | 31,89 % | 29 | 9,66  | 268 / 811 | 12 / 67 |
| 4  | Emil Nielsen       | HBC Nantes               | 264 / 733     | 36,02 % | 26 | 10,15 | 251 / 675 | 13 / 58 |
| 5  | Rémi Desbonnet     | USAM Nîmes Gard          | 264 / 864     | 30,56 % | 28 | 9,43  | 250 / 799 | 14 / 65 |
| 6  | Alexandre Demaille | Saint-Raphaël VHB        | 244 / 813     | 30,01 % | 28 | 8,71  | 234 / 756 | 10 / 57 |
| 7  | Yassine Idrissi    | Limoges Handball         | 239 / 793     | 30,14 % | 30 | 7,97  | 222 / 713 | 18 / 82 |
| 8  | Arnaud Tabarand    | Istres Provence Handball | 233 / 773     | 30,14 % | 28 | 8,32  | 222 / 711 | 11 / 62 |
| 9  | Samir Bellahcene   | Dunkerque HGL            | 232 / 762     | 30,45 % | 27 | 8,59  | 217 / 694 | 15 / 68 |
| 10 | Patrice Annonay    | Tremblay-en-France HB    | 221 / 763     | 28,96 % | 26 | 8,50  | 204 / 689 | 17 / 74 |

Parmi les gardiens à plus de 50 arrêts, les 10 meilleurs gardiens de buts (en pourcentage d'arrêts) sont :
| #  | Joueur         | Club                 | % Arr.  | Arrêts / Tirs | MJ |
| -- | -------------- | -------------------- | ------- | ------------- | -- |
| 1  | Wesley Pardin  | Pays d'Aix UC        | 38,65 % | 143 / 370     | 10 |
| 2  | Emil Nielsen   | HBC Nantes           | 36,02 % | 264 / 733     | 26 |
| 3  | Vincent Gérard | Paris Saint-Germain  | 35,17 % | 217 / 617     | 27 |
| 4  | Kévin Bonnefoi | Montpellier Handball | 33,07 % | 169 / 511     | 24 |
| 5  | Julien Meyer   | Chambéry SMB HB      | 32,81 % | 63 / 192      | 15 |
| 6  | Nikola Portner | Chambéry SMB HB      | 32,63 % | 293 / 898     | 30 |
| 7  | Yann Genty     | Paris Saint-Germain  | 32,62 % | 153 / 469     | 23 |
| 8  | Jože Baznik    | Cesson Rennes MHB    | 31,89 % | 280 / 878     | 29 |
| 9  | Mate Šunjić    | US Ivry              | 31,62 % | 319 / 1009    | 30 |
| 10 | Rémi Desbonnet | USAM Nîmes Gard      | 30,56 % | 264 / 864     | 28 |

### Élection du joueur du mois
Chaque mois, l'Association des joueurs professionnels de handball (AJPH) désigne trois joueurs parmi lesquels les internautes et un jury d'experts (50% des votes chacun) élisent le meilleur joueur du mois en championnat :
| Mois     | Joueur du mois                          | Autres nommés                                  | Autres nommés                               |
| -------- | --------------------------------------- | ---------------------------------------------- | ------------------------------------------- |
| Octobre  | Dragan Gajić (67,3 %, Limoges Handball) | Nikola Karabatic (18,3 %, Paris Saint-Germain) | Youenn Cardinal (14,4 %, Cesson Rennes MHB) |
| Novembre | Dragan Gajić (??,? %, Limoges Handball) | Nedim Remili (??,? %, Paris Saint-Germain)     | Wesley Pardin (??,? %, Pays d'Aix UC)       |
| Décembre | Wesley Pardin (71 %, Pays d'Aix UC)     | Benjamin Richert (24 %, Chambéry SMBH)         | Nedim Remili (5 %, Paris Saint-Germain)     |
| Février  | Nikola Portner (65,9 %, Chambéry SMBH)  | Lucas Pellas (22 %, Montpellier Handball)      | Antonin Mohamed (12,1 %, US Ivry)           |
| Mars     | Vanja Ilić (37,2 %, C' Chartres MHB)    | Boïba Sissoko (32,8 %, US Créteil)             | Lucas Pellas (30 %, Montpellier Handball)   |
| Avril    | Nemanja Ilić (56 %, Fenix Toulouse)     | Dragan Pechmalbec (24 %, HBC Nantes)           | Valentin Porte (20 %, Montpellier Handball) |

### Meilleurs handballeurs de la saison
La liste des nommés pour les Trophées LNH 2021 a été dévoilé le 27 mai,. Les résultats sont :
| Nielsen Descat Pechmalbec Gajić Hansen Steins Porte Meilleur joueur : Luc Steins Meilleur espoir : Théo Monar Meilleur entraîneur : Alberto Entrerríos Meilleur défenseur : Karl Konan               |
| Équipe-type du Championnat 2020-2021 |
| · Nielsen · Descat · Pechmalbec · Gajić · Hansen · Steins · Porte Meilleur joueur : Luc Steins Meilleur espoir : Théo Monar Meilleur entraîneur : Alberto Entrerríos Meilleur défenseur : Karl Konan |

| Catégorie                                                 | Joueur                            | Catégorie              | Joueur                            |
| Meilleur gardien de but                                   | Emil Nielsen (HBC Nantes)         | Meilleur défenseur     | Karl Konan (Pays d'Aix UC)        |
| Meilleur gardien de but                                   | Vincent Gérard (Paris SG)         | Meilleur défenseur     | Luka Karabatic (Paris SG)         |
| Meilleur gardien de but                                   | Nikola Portner (Chambéry SMB)     | Meilleur défenseur     | Dragan Pechmalbec (HBC Nantes)    |
| Meilleur ailier gauche                                    | Hugo Descat (Montpellier HB)      | Meilleur ailier droit  | Dragan Gajić (Limoges Handball)   |
| Meilleur ailier gauche                                    | Nemanja Ilić (Fenix Toulouse)     | Meilleur ailier droit  | Yanis Lenne (Montpellier HB)      |
| Meilleur ailier gauche                                    | Valero Rivera (HBC Nantes)        | Meilleur ailier droit  | Benjamin Richert (Chambéry SMB)   |
| Meilleur arrière gauche                                   | Mikkel Hansen (Paris SG)          | Meilleur arrière droit | Valentin Porte (Montpellier HB)   |
| Meilleur arrière gauche                                   | Torben Petersen (Istres PH)       | Meilleur arrière droit | Ayoub Abdi (Fenix Toulouse)       |
| Meilleur arrière gauche                                   | Elohim Prandi (Paris SG)          | Meilleur arrière droit | Nedim Remili (Paris SG)           |
| Meilleur demi-centre                                      | Luc Steins (Toulouse et Paris SG) | Meilleur pivot         | Dragan Pechmalbec (HBC Nantes)    |
| Meilleur demi-centre                                      | Aymeric Minne (HBC Nantes)        | Meilleur pivot         | Henrik Jakobsen (Fenix Toulouse)  |
| Meilleur demi-centre                                      | Rok Ovniček (HBC Nantes)          | Meilleur pivot         | Luka Karabatic (Paris SG)         |
| Meilleur espoir                                           | Théo Monar (HBC Nantes)           | Meilleur entraîneur    | Alberto Entrerríos (HBC Nantes)   |
| Meilleur espoir                                           | Thibaud Briet (HBC Nantes)        | Meilleur entraîneur    | Philippe Gardent (Fenix Toulouse) |
| Meilleur espoir                                           | Ahmed Hesham (USAM Nîmes)         | Meilleur entraîneur    | Raúl González (Paris SG)          |
| Meilleur espoir                                           | Benjamin Richert (Chambéry SMB)   | Meilleur entraîneur    | -                                 |
| Meilleur espoir                                           | Aymeric Zaepfel (US Ivry)         | Meilleur entraîneur    | -                                 |
| Meilleur joueur : Luc Steins (Fenix Toulouse et Paris SG) |                                   |                        |                                   |

## Bilan de la saison
| Tableau d'honneur de la saison 2020-2021 |                                |                                        |
| Compétition                              | Vainqueur                      | Commentaire                            |
| Championnat de France                    | Paris Saint-Germain            | 8e titre                               |
| Trophée des champions                    | Annulé                         | Annulé                                 |
| Coupe de la Ligue                        | Annulée                        | Annulée                                |
| Coupe de France                          | Paris Saint-Germain            | 3e victoire (2 participants seulement) |
| Bilan en coupes d'Europe 2020-2021       |                                |                                        |
| Compétition                              | Qualifiés                      | Commentaire                            |
| Ligue des champions                      | Paris Saint-Germain            | 3e place                               |
| Ligue des champions                      | HBC Nantes                     | 4e place                               |
| Ligue européenne                         | Montpellier Handball           | 1/4 de finale                          |
| Ligue européenne                         | USAM Nîmes Gard                | 1/8 de finale                          |
| Ligue européenne                         | Fenix Toulouse Handball        | Phase de groupes                       |
| Ligue européenne                         | Pays d'Aix UC                  | 1er tour qualificatif                  |
| Qualifications européennes 2021-2022     |                                |                                        |
| Compétition                              | Qualifiés                      | Commentaire                            |
| Ligue des champions                      | Paris Saint-Germain            | Champion de France                     |
| Ligue des champions                      | Montpellier Handball           | Deuxième du championnat (invité)       |
| Ligue européenne                         | HBC Nantes                     | Troisième du championnat               |
| Ligue européenne                         | Pays d'Aix UC                  | Quatrième du championnat               |
| Ligue européenne                         | USAM Nîmes Gard                | Cinquième du championnat               |
| Ligue européenne                         | Fenix Toulouse Handball        | Sixième du championnat (invité)        |
| Promotions et relégations                |                                |                                        |
| Relégués en Division 2                   | US Ivry                        | Après 6 saisons en D1                  |
| Relégués en Division 2                   | Tremblay-en-France Handball    | Après 4 saisons en D1                  |
| Promu : 1er de la saison régulière       | Saran Loiret Handball          | Retour après 3 saisons en D2           |
| Promu : Finaliste                        | Grand Nancy Métropole Handball | 1re accession après 18 saisons en D2   |